# Kirchenpaueria galapagensis
Kirchenpaueria galapagensis is een hydroïdpoliep uit de familie Kirchenpaueriidae. De poliep komt uit het geslacht Kirchenpaueria. Kirchenpaueria galapagensis werd in 2003 voor het eerst wetenschappelijk beschreven door Calder, Mallinson, Collins & Hickman. 